# Selecció armènia de corfbol
La selecció armènia de corfbol és dirigida per la Korfball Federation of Armenia (KFA) i representa Armènia a les competicions internacionals de corfbol.

## Història
| Campionat del Món |                      |                           |               |
| Any               | Campionat            | Seu                       | Classificació |
| 1991              | 4t Campionat del Món | Anvers (Bèlgica)          | 8a plaça      |
| 1995              | 5è Campionat del Món | Nova Delhi (Índia)        | 9a plaça      |
| 2003              | 7è Campionat del Món | Rotterdam (Països Baixos) | 15a plaça     |

| European Bowl |                  |                      |                |
| Any           | Campionat        | Seu                  | Classificació  |
| 2005          | 1a European Bowl | Terrassa (Catalunya) | 5a plaça       |
| 2009          | 3a European Bowl | Eslovàquia           | 5a plaça (Est) |